# George Mitchell
För den amerikanska politikern, se George J. Mitchell.
George Mitchell, död januari 1930, var en officer i Frälsningsarmén som var kommendör och territoriell ledare för Frälsningsarmén i Sverige 1921–1929.
Han inledde sin bana som springpojke vid internationella högkvarteret i London och tjänstgjorde med tiden även som kassör och direktör för Frälsningsarméns försäkringsrörelse. Han hade också en långvarig karriär som orkesterledare för International Staff Band 1894–1920. Vid sin död var han internationell sekreterare för Europa och de brittiska kolonierna.